# Zosterops auriventer
El anteojitos de Hume (Zosterops auriventer) es una especie de ave paseriforme de la familia Zosteropidae propia del Sudeste Asiático. Anteriormente era tratada como subespecie del anteojitos oriental, pero en base al resultado de un estudio de filogenética molecular publicado en 2017, en la actualidad se considera como especie separada.

## Subespecies
Se reconocen las siguientes subespecies:
- Z. a. auriventer Hume, 1878 – en el sureste de Birmania;
- Z. a. tahanensis Ogilvie-Grant, 1906 – en el centro y sur de la península de Malaca;
- Z. a. wetmorei Deignan, 1943 – en el sur de Tailandia y en el norte de la península de Malaca;
- Z. a. medius Robinson y Kloss, 1923 en Borneo.